# Realismo ingenuo (psicologia)
Il realismo ingenuo, in psicologia sociale, è la tendenza umana a credere che vediamo il mondo intorno a noi in modo obiettivo e che le persone che non sono d'accordo con noi devono essere disinformate, irrazionali o animate da pregiudizi.
Il realismo ingenuo fornisce una base teorica per molti altri bias cognitivi, che sono errori sistematici quando si tratta di pensare e prendere decisioni. Questi includono, tra gli altri, l'effetto del falso consenso e l'errore fondamentale di attribuzione.
Il termine, così come viene usato oggi in psicologia, è stato coniato dallo psicologo sociale Lee Ross e dai suoi colleghi negli anni '90
. È collegato al concetto filosofico di realismo ingenuo, che è l'idea che i nostri sensi ci permettano di percepire gli oggetti direttamente e senza alcun processo interposto. Gli psicologi sociali a metà del XX secolo hanno discusso contro questa posizione e hanno proposto invece che la percezione sia intrinsecamente soggettiva.
Diversi importanti psicologi sociali hanno studiato sperimentalmente il realismo ingenuo, inclusi Lee Ross, Andrew Ward, Dale Griffin, Emily Pronin, Thomas Gilovich, Robert Robinson e Dacher Keltner. Nel 2010, l'Handbook of Social Psychology ha riconosciuto il realismo ingenuo come una delle "quattro intuizioni conquistate duramente sulla percezione, il pensiero, la motivazione e il comportamento umani che ... rappresentano importanti contributi, in effetti fondamentali, della psicologia sociale.".

## Principali ipotesi
Lee Ross e il collega psicologo Andrew Ward hanno delineato tre ipotesi correlate, o "principi", che compongono il realismo ingenuo. Gli autori sostengono che questi presupposti sono supportati da una lunga corrente di pensiero in psicologia sociale, insieme a numerosi studi empirici. Secondo il loro modello, le persone:
- Credono di vedere il mondo in modo obiettivo e senza pregiudizi.
- Si aspettano che altri giungano alle stesse conclusioni, purché siano esposti alle stesse informazioni e le interpretino in modo razionale.
- Suppongono che altri che non condividono le stesse opinioni debbano essere ignoranti, irrazionali o animati da pregiudizi[1].

## Storia del concetto
Il realismo ingenuo segue una tradizione soggettivista della moderna psicologia sociale, che affonda le sue radici in uno dei fondatori del campo, Kurt Lewin. Le idee di Lewin furono fortemente informate dalla psicologia della Gestalt, una scuola di pensiero del XX secolo che si concentrava sull'esame dei fenomeni psicologici nel loro contesto, come parti di un tutto.
Dagli anni '20 agli anni '40, Lewin sviluppò un approccio per lo studio del comportamento umano che chiamò teoria del campo. La teoria del campo propone che il comportamento di una persona sia una funzione della persona e dell'ambiente. Lewin considerava l'ambiente psicologico di una persona, o "spazio vitale", soggettivo, e quindi distinto dalla realtà fisica.
Durante questo periodo, le idee soggettiviste si propagarono anche in altre aree della psicologia. Ad esempio, Jean Piaget, uno psicologo dello sviluppo, ha sostenuto che i bambini vedono il mondo attraverso una lente egocentrica e hanno difficoltà a separare le proprie convinzioni da quelle degli altri.
Negli anni '40 e '50, i primi pionieri della psicologia sociale applicavano la visione soggettivista al campo della percezione sociale. Nel 1948, gli psicologi David Kretch e Richard Krutchfield sostenevano che le persone percepiscono e interpretano il mondo secondo i loro "bisogni, connotazioni, personalità, schemi cognitivi precedentemente formati".
Lo psicologo sociale Gustav Ichheiser ha approfondito questa idea, osservando come i pregiudizi nella percezione personale portano a incomprensioni nelle relazioni sociali. Secondo Ichheiser, "Tendiamo a risolvere la nostra perplessità derivante dall'esperienza che altre persone vedono il mondo in modo diverso da come lo vediamo noi stessi dichiarando che questi altri, in conseguenza di un difetto intellettuale e morale di base, non sono in grado di vedere le cose" come sono realmente "e reagire ad esse" in modo normale ". Pertanto, naturalmente, sottintendiamo che le cose sono effettivamente come le vediamo e che i nostri modi sono i modi normali".
Solomon Asch, uno psicologo sociale cresciuto anche nella tradizione della Gestalt, sosteneva che le persone non sono d'accordo tra loro perché basano i loro giudizi su diversi concetti o modi di guardare a varie questioni. Tuttavia, esse hanno l'illusione che i loro giudizi sul mondo sociale siano obiettivi. "Questo atteggiamento, che è stato appropriatamente descritto come un realismo ingenuo, non vede alcun problema nel fatto della percezione o della conoscenza dell'ambiente circostante. Le cose sono come sembrano; hanno solo le qualità che rivelano alla vista e al tatto", ha scritto nel suo libro Social Psychology nel 1952. "Questo atteggiamento, tuttavia, non descrive le condizioni reali della nostra conoscenza dell'ambiente circostante."

## Evidenze sperimentali

### "Hanno visto una partita"
In uno studio fondamentale di psicologia sociale, pubblicato in un articolo nel 1954, gli studenti di Dartmouth e Princeton guardarono un video di una partita di football accesa tra le due scuole. Sebbene abbiano guardato lo stesso filmato, i fan di entrambe le scuole hanno percepito il gioco in modo molto diverso. Gli studenti di Princeton "hanno visto" la squadra di Dartmouth fare il doppio dei falli della propria squadra, e hanno anche visto la squadra fare il doppio delle infrazioni rispetto a ciò che hanno visto gli studenti di Dartmouth. Gli studenti di Dartmouth hanno visto il gioco come uniformemente abbinato alla violenza, di cui entrambe le parti erano da biasimare. Questo studio ha rivelato che due gruppi hanno percepito soggettivamente un evento. Ogni squadra credeva di aver visto l'evento in modo obiettivo e che la percezione dell'altro lato dell'evento fosse accecata dalla parzialità.

### Effetto del falso consenso
Uno studio del 1977 condotto da Ross e colleghi ha fornito le prime prove di un bias cognitivo chiamato effetto del falso consenso, che è la tendenza delle persone a sopravvalutare la misura in cui altri condividono le stesse opinioni. Questo bias è stato citato come a sostegno dei primi due principi del realismo ingenuo. Nello studio, agli studenti è stato chiesto se avrebbero indossato un'insegna a forma di sandwich, che diceva "Mangia da Joe's", attorno al campus. Quindi è stato chiesto loro di indicare se pensavano che altri studenti indossassero l'insegna e cosa pensavano degli studenti che erano disposti a indossarla o no. I ricercatori hanno scoperto che gli studenti che accettavano di indossare l'insegna pensavano che la maggior parte degli studenti l'avrebbe indossata, e pensavano anche che il rifiuto di indossarla fosse più rivelatore degli attributi personali dei loro coetanei. Al contrario, gli studenti che hanno rifiutato di indossare l'insegna pensavano che anche la maggior parte degli altri studenti si sarebbe rifiutata e che accettare l'invito era più rivelatore di alcuni tratti della personalità.

### Effetto del medium ostile
Un fenomeno noto come effetto del medium ostile dimostra che le persone possono vedere soggettivamente eventi neutrali in base ai propri bisogni e valori, e ipotizzare che coloro che interpretano l'evento in modo diverso siano di parte. In uno studio nel 1985, agli studenti pro-israeliani e pro-arabi è stato chiesto di assistere a notizie reali sul massacro di Sabra e Shatila del 1982, una massiccia uccisione di rifugiati palestinesi. I ricercatori hanno scoperto che i partigiani di entrambe le parti percepivano la copertura mediatica dell'evento come distorta a favore del punto di vista opposto e ritenevano che i responsabili del programma di notizie aderissero alle posizioni ideologiche della parte opposta.

### "tapping musicale"
Altre prove empiriche per il realismo ingenuo sono state fornite dallo "studio di tapping musicale" della psicologa Elizabeth Newton nel 1990. Per lo studio, i partecipanti sono stati designati come "tapper" o "ascoltatori". Ai tapper è stato detto di scandire il ritmo di una canzone nota, mentre agli "ascoltatori" è stato chiesto di provare a identificare la canzone. Mentre i tapper si aspettavano che gli ascoltatori indovinassero la melodia circa il 50% delle volte, gli ascoltatori erano in grado di identificarla solo circa il 2,5% delle volte. Ciò ha fornito il supporto per un fallimento nella presa di prospettiva da parte dei tapper e una sopravvalutazione della misura in cui altri avrebbero condiviso nel "sentire" la canzone mentre veniva scandita.

## Conseguenze
Il realismo ingenuo fa sì che le persone esagerino le differenze tra loro e gli altri. Gli psicologi ritengono che possa innescare e aggravare i conflitti, oltre a creare barriere alla negoziazione attraverso diversi meccanismi.

### Bias del punto cieco
Una conseguenza del realismo ingenuo è definita "bias del punto cieco", che è la capacità di riconoscere i bias cognitivi e motivazionali negli altri mentre non si riesce a riconoscere l'impatto dei bias sul sé. In uno studio condotto da Pronin, Lin e Ross (2002), gli studenti di Stanford hanno completato un questionario su vari bias nel giudizio sociale. Essi dovevano indicare quanto fossero sensibili a questi bias rispetto allo studente medio. I ricercatori hanno scoperto che i partecipanti credevano costantemente di avere meno probabilità di essere soggetti a bias rispetto ai loro coetanei. In uno studio di follow-up, gli studenti hanno risposto a domande sui loro attributi personali (ad esempio quanto fossero premurosi) rispetto a quelli di altri studenti. La maggior parte degli studenti si è vista cadere al di sopra della media sulla maggior parte dei tratti, il che ha fornito supporto per un bias cognitivo noto come "illusione di superiorità". Successivamente, gli studenti hanno appreso che il 70-80% delle persone è vittima di questo bias. Nonostante questa informazione, alla domanda sull'accuratezza delle proprie autovalutazioni, il 63% degli studenti ha affermato che le proprie valutazioni erano obiettive, mentre il 13% degli studenti ha dichiarato di ritenere che le proprie valutazioni fossero troppo modeste.

### Falsa polarizzazione
Quando un individuo non condivide le nostre opinioni, il terzo principio del realismo ingenuo attribuisce questa discrepanza a tre possibilità. L'individuo o è stato esposto a una diversa serie di informazioni, è pigro o incapace di giungere a una conclusione razionale, oppure è influenzato da distorsioni come un bias cognitivo o un interesse personale. Questo dà origine a un fenomeno chiamato falsa polarizzazione (un errato riconoscimento del vero fenomeno psico-sociale della polarizzazione), che implica l'interpretazione delle opinioni altrui come più estreme di quelle che sono realmente, e porta a una percezione di maggiori differenze intergruppo. Le persone presumono di percepire il problema in modo obiettivo, considerandolo attentamente da più punti di vista, mentre presumono che l'altra parte elabori le informazioni in modo top-down e quindi meno accurato. Ad esempio, in uno studio condotto da Robinson et al. nel 1996, i sostenitori pro-vita e quelli per il diritto di scelta sul tema del fine vita hanno ampiamente sopravvalutato l'estremità delle visioni della parte opposta e hanno anche sopravvalutato l'influenza dell'ideologia sugli altri nel proprio gruppo.

### Svalutazione reattiva
Il presupposto che le opinioni altrui siano più estreme di quanto non siano possono creare una barriera per la risoluzione dei conflitti. In un'indagine da marciapiede condotta negli anni '80 negli Stati Uniti, i pedoni hanno valutato una proposta di disarmo di armi nucleari (Stillinger et al., 1991). Ad un gruppo di partecipanti veniva detto che la proposta era stata fatta dal presidente americano Ronald Reagan, mentre altri pensavano che la proposta venisse dal leader sovietico Mikhail Gorbachev. I ricercatori hanno scoperto che il 90% dei partecipanti che ritenevano che la proposta fosse di Reagan la sosteneva, mentre solo il 44% nel gruppo di Gorbaciov indicava il proprio sostegno. Ciò ha fornito supporto per un fenomeno chiamato svalutazione reattiva, che comporta la svalutazione di una concessione offerta da un avversario, presupponendo che la concessione sia motivata dall'interesse personale o abbia meno valore.